# Kenesa

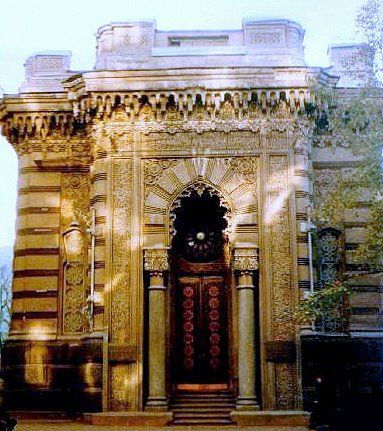
Kenesa en Kiev.

Se denomina kenesas a los lugares de reunión y culto de los caraítas, que profesan la fe judaica centrándose en el valor del Tanaj, al contrario que los judíos rabínicos, quienes se centran en el Talmud.
Por regla general, las kenesas son muy parecidas a las sinagogas. Su principal diferencia consiste en que las kenesas se orientan respecto a un eje norte-sur. La entrada está situada al norte, y desde ella se accede a un vestíbulo (azar). De ahí se entra a una sala con bancos dividida en dos pisos (moshav zekenim), situándose las mujeres en el superior, ocultas a los hombres que permanecen abajo. La siguiente sala es el lugar de culto (shulkhan), donde hombres y muchachos oran de rodillas. En el extremo sur está situado el altar (gekhan).